# Zlatoklas, Silistra
Zlatoklas (în bulgară Златоклас, în română Balabanlar) este un sat în comuna Dulovo, regiunea Silistra, Dobrogea de Sud, Bulgaria. Între anii 1913-1940 a făcut parte din plasa Accadânlar a județului Durostor, România.   

## Demografie
Componența etnică a satului Zlatoklas
     Turci (69,76%)
     Bulgari (2,83%)
     Romi (19,52%)
     Nicio identificare (7,87%)
La recensământul din 2011, populația satului Zlatoklas era de 635 locuitori. Din punct de vedere etnic, majoritatea locuitorilor (69,76%) erau turci, existând și minorități de romi (19,52%) și bulgari (2,83%). Pentru 7,87% din locuitori nu este cunoscută apartenența etnică.

### Recensământul românesc din 1930
Componența etnică a comunei Balabanlar (județul Durostor)
     Români (1,18%)
     Turci (98,82%)
Componența confesională a comunei Balabanlar
     Ortodocși (1,18%)
     Musulmani (98,82%)
Conform recensământului efectuat în 1930, populația comunei Balabanlar se ridica la 595 locuitori. Majoritatea locuitorilor erau turci (98,82%), cu o minoritate de români (1,18). Din punct de vedere confesional, majoritatea locuitorilor erau musulmani (98,82%), dar existau și ortodocși (1,18%).